# Glenn Torpy
El Mariscal en Cap de l'Aire Sir Glenn Lester Torpy, GCB, CBE, DSO,  ADC, BSc, RAF (nascut el 27 de juliol de 1953) és l'actual Cap de l'Estat Major de l'Aire britànic.

## Carrera Militar
Torpy ingressà a la Royal Air Force com a Oficial Pilot el 8 de setembre de 1974, després d'obtenir el Bachelor of Science d'enginyeria aeronàutica a l'Imperial College de Londres.
L'inici de la seva carrera, després d'abandonar l'Acadèmia de la RAF de Cranwell va incloure vols amb el Jaguar, abans de qualificar-se com a en el Hawk.
Els seus comandaments inicials van incloure una estada com a Comandant d'Esquadró en Tornado, abans de ser nomenat Comandant del 13è Esquadró. Durant la Guerra del Golf participà de manera activa amb el 13è, sent condecorat amb l'Orde del Servei Distingit.
Després de diversos nomenaments d'estat major, va ser nomenat Comandant de l'Estació de la RAF a Bruggen (Alemanya). Després va ser nomenat Assistent del Cap d'Estat Major (Operacions) al Quarter General Conjunt a Northwood.
Entre 2001 i 2003 va ser el Comandant del 1r Grup. Entre 2003 i 2004 va ser Comandant en Cap del Strike Command, sent nomenat Cap d'Operacions Conjuntes el 26 de juliol de 2004 al Quarter General Conjunt. El 13 d'abril del 2006 va passar a ser el Cap de l'Estat Major de l'Aire. El 31 de juliol del 2009 va ser rellevat per Stephen Dalton.

## Historial Militar i Honors

### Condecoracions
- Gran Creu de l'Orde del Bany – 14/06/2008
  - Comandant de l'Orde del Bany – 01/01/2005
- Comandant de l'Orde de l'Imperi Britànic – 01/01/1999
- Medalla de la Guerra del Golf
- Medalla d'Iraq
- Medalla del Jubileu d'Or de la Reina Elisabet II 2002
- Comandant de la Legió del Mèrit (Estats Units) – 31/10/2003